# Frente Sandinista de Libertação Nacional
Frente Sandinista de Libertação Nacional (FSLN) (em castelhano:  Frente Sandinista de Liberación Nacional) é um partido político socialista fundado em 1961. O partido foi nomeado como uma homenagem a Augusto César Sandino, que liderou a resistência contra a ocupação estadunidense da Nicarágua na década de 1930.
Em 1979, a FSLN derrubou o ditador Anastasio Somoza Debayle, acabando com a dinastia da família Somoza e estabelecendo um governo revolucionário em seu lugar. Após conquistarem o poder, os sandinistas governaram a Nicarágua de 1979 a 1990, primeiro como parte de uma Junta de Reconstrução Nacional. Após a renúncia de membros centristas da Junta, a FSLN passou a governar o país com exclusividade a partir de março de 1981. No mesmo ano é formado os Contras, grupo financiado e apoiado pelos Estados Unidos para derrubar o governo sandinista. Em 1984 foram realizadas eleições livres. Os opositores ao FSLN conquistaram quase um terço dos assentos no parlamento, que sofria constante pressão de guerrilha dos Contras. Nas eleições seguintes perderiam a liderança do país.
A FSLN perdeu as eleições de 1990 para Violeta Barrios de Chamorro, após reformar a constituição em 1987. Entretanto, conseguiu manter um número significativo de assentos no parlamento. Ainda hoje a FSLN é um dos dois maiores partidos políticos da Nicarágua, ao lado do Partido Liberal Constitucionalista. Nas eleições gerais de 2006, o ex-presidente Daniel Ortega foi novamente eleito, com 38,7% dos votos, após dezesseis anos de governos oposicionistas. Em novembro de 2011 Ortega  foi  reeleito, assumindo seu terceiro mandato presidencial, com 62% dos votos. Em 2016, Daniel Ortega foi novamente reeleito, ao obter 72,4% dos votos.

## Desempenho eleitoral
Nas eleições presidenciais de 2001, o candidato da Frente Sandinista de Libertação Nacional, Daniel Ortega, recebeu 876 927 votos (43%). Nas eleições parlamentares de 2001 o partido recebeu 915 417 votos (42,1%, 41 assentos).
Em 2006, Ortega reelegeu-se  presidente da República da Nicarágua  com 38% dos votos, enquanto o segundo candidato mais bem votado obteve 29% dos votos. O processo eleitoral foi bastante elogiado, inclusive pelo ex-presidente dos Estados Unidos, Jimmy Carter, que - juntamente com Alejandro Toledo, ex-presidente do Peru, e Nicolas Ardito, ex-presidente do Panamá - integrou uma comissão de observadores internacionais. Apesar dos elogios quanto à transparência do processo eleitoral, membros da oposição não  queriam reconhecer a eleição de Daniel Ortega e pediram que se recontassem os votos minuciosamente. Afinal, Ortega assumiu a presidência do país, declarando seu compromisso em eliminar a pobreza da Nicarágua, estimulando o investimento privado a fim de gerar mais empregos. Declarou-se também disposto a manter um  relacionamento amigável com os EUA, ciente dos custos de um eventual confronto com aquele país - tal como o embargo econômico imposto à Nicarágua em 1980, que arruinou a ambição sandinista de obter progressos na educação e na saúde.
Em 2011, segundo dados oficiais do Conselho Supremo Eleitoral (CSE), Daniel Ortega foi novamente reeleito, com 1 569 287 votos ou 62,46% do número total de votantes.

## Situação atual
A organização juvenil do partido é Juventud Sandinista 19 de Julio e publica Visión Sandinista. Era filiado à Internacional Socialista até o começo de 2019 quando foi expulso devido a supostas violações de direitos humanos em meio aos protestos na Nicarágua.